# Guðni Th. Jóhannesson
Guðni Thorlacius Jóhannesson (ur. 26 czerwca 1968 w Reykjavíku) – islandzki polityk, historyk i nauczyciel akademicki, wykładowca Uniwersytetu Islandzkiego, w latach 2016–2024 prezydent Islandii.

## Życiorys
Absolwent szkoły średniej Menntaskóli í Reykjavík (1987). W 1991 uzyskał tytuł bachelora z zakresu historii i politologii na University of Warwick. W 1997 uzyskał magisterium z historii na Uniwersytecie Islandzkim, a w 1999 ukończył studia podyplomowe w St Antony’s College na Uniwersytecie Oksfordzkim. W 2003 doktoryzował się z zakresu historii na Queen Mary University of London.
Pracował w różnych zawodach, był m.in. nauczycielem w szkole średniej i korespondentem islandzkich mediów. Wykładał także na prywatnych uczelniach Háskólinn á Bifröst oraz Háskólinn í Reykjavík. Od 1996 z przerwami zawodowo związany z Uniwersytetem Islandzkim, od 2013 na stanowisku profesorskim.
Na początku maja 2016 ogłosił swój start w czerwcowych wyborach prezydenckich jako kandydat bezpartyjny. Zaczął zyskiwać poparcie i przewodzić w badaniach opinii publicznej, zwłaszcza gdy urzędujący od 1996 Ólafur Ragnar Grímsson zapowiedział rezygnację z kandydowania na kolejną kadencję. W głosowaniu z 25 czerwca 2016 otrzymał 39,1% głosów, zajmując pierwsze miejsce i tym samym wygrywając wybory. Urząd objął 1 sierpnia 2016.
W 2020 kandydował w kolejnych wyborach prezydenckich. Otrzymał w nich 92,2% głosów, pokonując jedynego kontrkandydata i zapewniając sobie reelekcję na kolejną kadencję. W styczniu 2024 w swoim noworocznym przemówieniu zapowiedział, że nie będzie ubiegał się o reelekcję w rozpisanych na czerwiec tegoż roku wyborach prezydenckich. Urzędowanie zakończył 31 lipca 2024.

## Życie prywatne
Urodził się jako syn Margrét Thorlacius i Jóhannesa Sæmundssona. Dwukrotnie żonaty. Z pierwszego związku z Elín Haraldsdóttir ma córkę. Z drugiego małżeństwa z Kanadyjką Elizą Reid ma trzech synów i córkę. Jego brat Patrekur Jóhannesson został trenerem piłki ręcznej, wziął udział w igrzyskach olimpijskich w tej dyscyplinie.

## Odznaczenia
- Krzyż Wielki Orderu Sokoła Islandzkiego (1 sierpnia 2016, ex officio)
- Order Słonia (Dania, 2017)[10][11]
- Krzyż Wielki Orderu Świętego Olafa (Norwegia, 2017)[12]
- Krzyż Wielki Orderu Białej Róży Finlandii (Finlandia, 2017)[13]
- Order Królewski Serafinów (Szwecja, 2018)[14][15]
- Komandor Krzyża Wielkiego z Łańcuchem Orderu Trzech Gwiazd (Łotwa, 2018)
- Order Krzyża Ziemi Maryjnej I klasy (Estonia, 2025)[16]